# Sadr

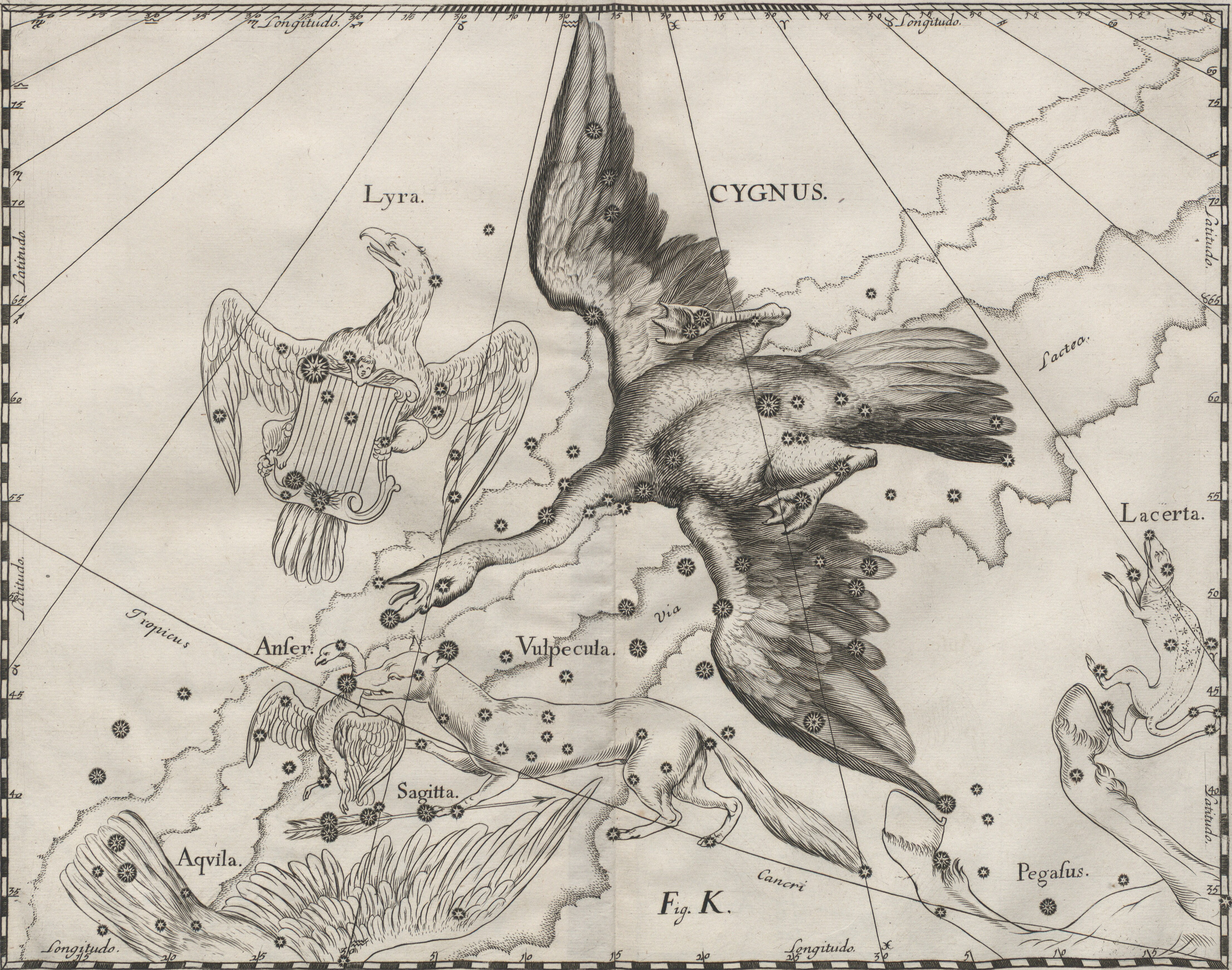
Ilustración de la constelación Cygnus (o del cisne), en la que se encuentra la estrella Sadr. De 1690, por Johannes Hevelius, en Dominio Público.

Sadr, también escrito como Sadir o Sador, es el nombre de la estrella γ Cygni (γ Cyg / 37 Cygni), la segunda más brillante de la constelación del Cisne después de Deneb (α Cygni). Situada en el centro del asterismo de la Cruz del Norte, tiene magnitud aparente +2.23. Se encuentra a unos 1500 años luz de distancia del sistema solar.

## Nombre
El nombre Sadr proviene de la palabra árabe صدر (şadr, ‘pecho’), vocablo que también sirve para designar a la estrella Schedar (α Cassiopeiae).
En China era conocida como Tien Tsin, el nombre de una ciudad (*), generalmente utilizado para designar a un conjunto de cuatro estrellas que incluía, además de γ Cygni, a Deneb (α Cygni), Albireo (β Cygni) y δ Cygni.

## Características
Sadr es una estrella supergigante amarilla de tipo espectral F8Ib, aproximadamente 65 000 veces más luminosa que el Sol, cuya temperatura superficial es de 6500 K. De acuerdo a su brillo y temperatura, se puede estimar que en el momento de su nacimiento su masa era unas 12 veces mayor que la masa solar, lo que la sitúa cerca del límite por encima del cual las estrellas terminan sus días como una supernova. Su metalicidad —abundancia relativa de elementos más pesados que el helio— es un 50 % mayor que la del Sol ([Fe/H] = +0.18).
En el diagrama de Hertzsprung-Russell, Sadr está emplazada cerca de la región en donde las estrellas se vuelven inestables y comienzan a púlsar, variando en brillo. Aunque no es una estrella claramente variable, parece pulsar en una forma compleja con un ciclo de 74 días. Observaciones espectroscópicas de alta resolución muestran variaciones de pequeña amplitud en su velocidad radial así como en la forma de las líneas espectrales; dichas variaciones aparecen de forma irregular en ciclos cuya duración es igual o mayor de cien días. En ocasiones, las variaciones en la velocidad radial alcanzan los 2 km/s, pero cambios mucho más pequeños se suceden continuamente. La estrella parece sufrir expansiones radiales y contracciones, junto a cambios de temperatura de aproximadamente 15 K.
Visualmente localizada en una compleja región de la Vía Láctea, Sadr aparece rodeada por la nebulosa de emisión difusa IC 1318, iluminada por estrellas jóvenes y calientes. Sin embargo, Sadr no forma parte de la nebulosa, ya que está a medio camino entre esta y la Tierra, siendo una estrella en primer plano. El cúmulo abierto NGC 6910, en el mismo campo visual, también se encuentra mucho más distante.